# Сажнево
Сажнево — деревня в Рязанском районе Рязанской области. Входит в Окское сельское поселение.

## География
Находится в центральной части Рязанской области на расстоянии приблизительно 18 км на юг по прямой от вокзала станции Рязань I.

## История
Деревня отмечена была уже на карте 1850 года как поселение с 4 дворами. Позднее отмечалась уже в 1897 году.

## Население
Численность населения: 4 человека (1897), 43 в 2002 году (русские 93 %), 43 в 2010.